# BMW R 1200 C Montauk
BMW R 1200 C Montauk je motocykl kategorie cruiser, vyvinutý firmou BMW, vyráběný v roce 2004. Je poslední evolucí cruiserů BMW, výbavou patří mezi chopper BMW R 1200 C a BMW R 1200 CL s přední polokapotáží se čtveřicí světlometů. Zadní kolo je uložené letmo.

## Technické parametry
- Rám: ocelový příhradový
- Suchá hmotnost: 245 kg
- Pohotovostní hmotnost: 308 kg
- Maximální rychlost: 168 km/h
- Spotřeba paliva: 5,1 l/100 km